# 杂斑麦螺
杂斑麦螺（学名：Pyrene marmorata），是新腹足目麦螺科核螺属的一种。主要分布于越南、台湾，常栖息在潮间带岩礁。
其种加词“marmorata”意为“大理石纹的”。
现接受名为Pardalinops marmorata Gray, 1839。